# Óscar de Rivera
Óscar de Rivera es un DJ español nacido en el vallisoletano barrio de Las Delicias. Es conocido nacional e internacionalmente por su música de estilos deep, electro, minimal o tribal.
El sábado 31 de agosto de 2013 hizo de pregonero en las Ferias y Fiestas de la Virgen de San Lorenzo de la capital castellano leonesa.

## Trayectoria profesional
Como productor ha publicado trabajos en algunos de los sellos más importantes de España como Stereo Productions, Iberican Sound, Solar Recordings. También fuera de España lo ha hecho en Uncle P, Magna o Nervous.
Óscar ha participado en programas de radio como “Roombah Radio” el cual dirigía, conducía y copresentaba en Europa FM; “In Stereo” en Loca FM en este caso dirigido por DJ Chus y donde de Rivera fue copresentador y colaborador.